# Попугаи и звёзды

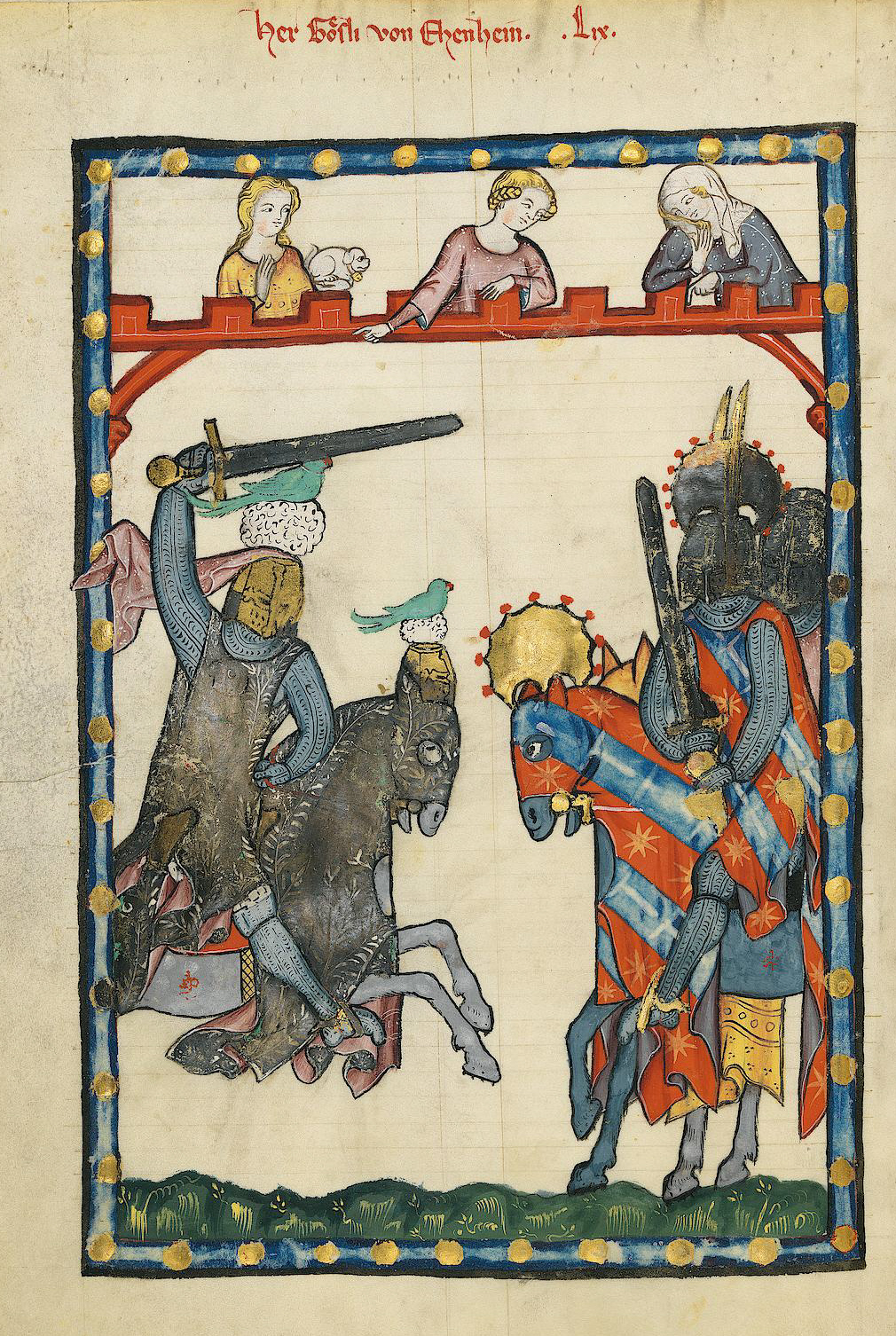
Рыцарский турнир, в котором борются рыцари из фракций Попугаев и Звёзд (Манесский кодекс).

Попугаи и звёзды (нем. Psitticher und Sterner) — две дворянские партии XIII—XIV веков, возникшие в результате противостояния городской и сельской аристократии в Базеле. Своим названиям обязаны гербам: зелёному попугаю на белом фоне (Пситтихеры) и белой звезде на красном поле (Стернеры) На взаимоотношения двух фракций повлияли борьба между Гогенштауфенами и папством, а также князем-епископом Базеля и Габсбургами. После обретения Габсбургами императорского престола политическая ориентация двух партий изменилась, в течение XIV века они исчезли из политической жизни Базеля.

## Появление
В XI и XII веках Базельская епархия стала влиятельным княжеством-епископством, и из изначально несвободных динстманнов и министериалов епископа развилось городское рыцарство. Члены этого класса обычно занимали важные придворные и административные должности, такие как кравчий, стольник или шультгейс, и они все чаще также получали епископские феодальные владения, вроде замков в районе Базеля. Городское служилое дворянство епископа все больше тяготело к сельской местности, в то время как все больше дворян из окрестностей Базеля приезжали в город в поисках работы при двор епископа. Это привело к противостоянию городского и сельского дворянства, примерно в 1265 году появились партии пситтихеров (городское служилое дворянство) и стернеров (сельское дворянство).
Хронист Матиас из Нойенбурга даёт следующую расстановку сил:
- Стернеры  — сеньоры Эптинген (ведущее место), Фитцтум,[5] Уффайм, Крафт, Райхенштайн, Пфаф,[6] Рамштайн,[7] Нойенштайн,[8] Матцерелл унд Фрик цу ден Стернен.
- Пситтихеры — Шалеры,[9] Мунки (нем. Mönch, Мёнхи. В переводе с немецкого — монах), Цу Рейн, Маршалк унд Каммерер.[10] Главными силами в этой партии считались Шалеры и Мунки.[11]

Помимо базельского рыцарства, к двум дворянским обществам присоединились или, по крайней мере, были близки знатные семьи из окрестностей. Матиас относил графов Невшателя, маркграфов Баден-Хахберга и Рёттельнов к попугаям, в то время как стернеров поддерживали Габсбурги, граф Фрайбурга Генрих и графы Пфирт (по иной версии они скорее относились к попугаям из-за неприязни к Габсбургам и дружеских отношений с епископом Базеля).
Помимо линии раскола между городской и сельской знатью, могли существовать и старые разногласия между сторонниками Гогенштауфенов и папства (Габсбурги были одними из сторонников императорской династии, с которой были в родстве). Кроме того, попугай в то время также считался символом покровительницы Базельского собора — Пресвятой Девы.
Представители враждующих партий, вероятно, часто сталкивались друг с другом на турнирах и в ходе междоусобиц.. Матиас из Нойенбурга даёт следующую историю появления партий:

О]однажды рыцари из Базеля отправились на турнир, и люди спросили: «Кто это?» Они ответили: «Шалеры и Монахи», которые были из них наиболее выдающимися. В результате остальные были оскорблены и после обсуждения сделали себе флаг с большой белой звездой на красном поле, который они носили на турнирах и в других местах.— 
У попугаев была своя питейная комната в Комарином доме (нем. Haus zur Mücke). Отдельная питейная комната Стернеров пока неизвестна, но вероятным кандидатом считается дом Вздохов (нем. zum Seufzen). Партии соперничали друг с другом за влияние в городе, до середины XIII в. побеждали попугаи: в их руках были должности фогта и шультгейса, целых семь лет их представитель был мэром.

## Вражда между Рудольфом Габсбургским и епископом Базеля

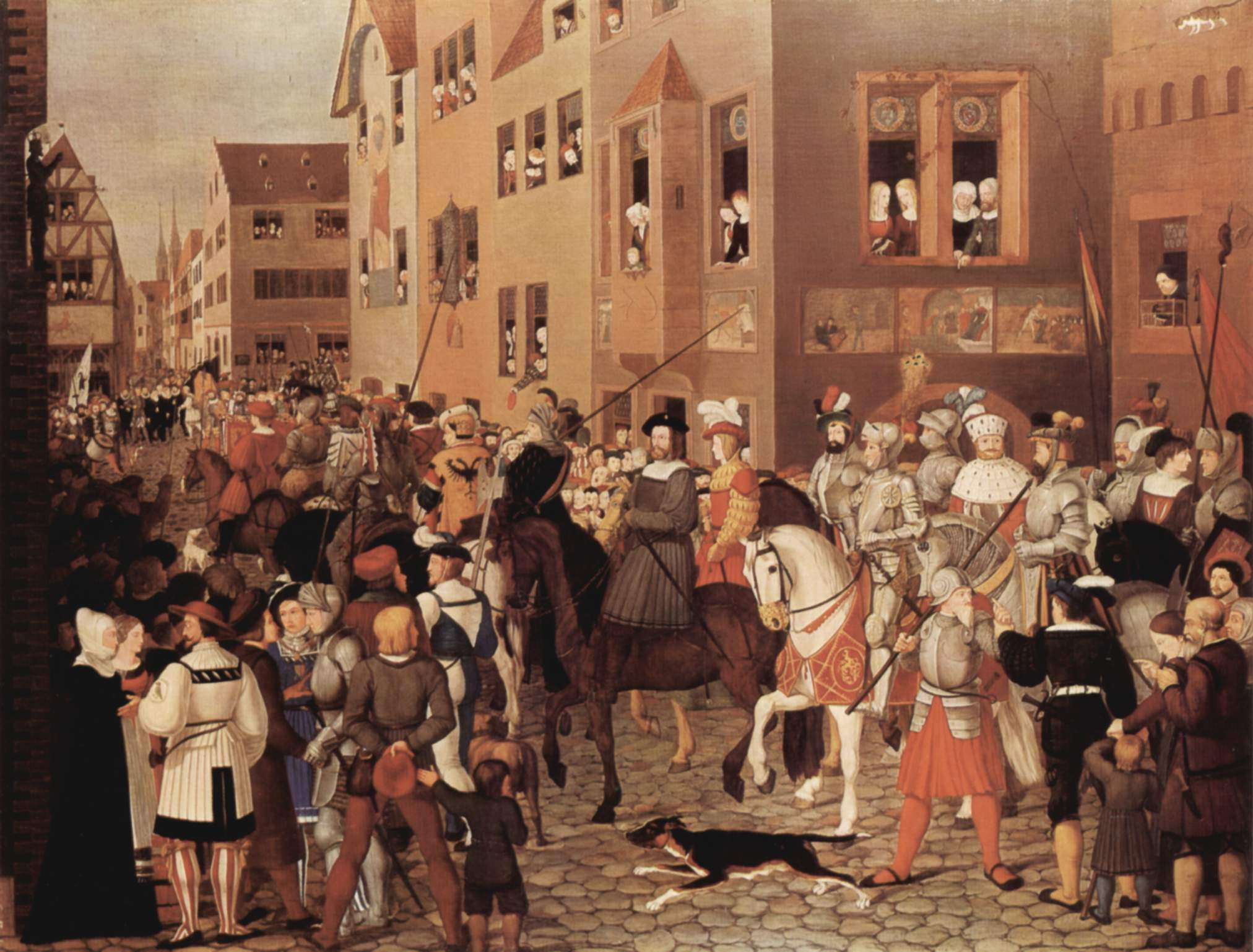
Франц Пфорр. Въезд императора Рудольфа в Базель (1809—1810, Штеделевский художественный институт).

В середине XIII в. князь-епископ Базеля Бертхольд фон Пфирт получил контроль над городами Брайзахом (1250 год) и Райнфельденом (принадлежал Гогенштауфенам, был пожалован Иннокентием IV). Примерно в то же время император Священной Римской империи Конрад IV, вероятно, заложил Брайзах и другие территории Рудольфу Габсбургскому и, возможно, также пообещал ему Райнфельден. После смерти Конрада в 1254 году Рудольф и Бертольд, похоже, пришли к временному соглашению и уладили свой спор из-за двух городов.
В 1260-х годах споры между Рудольфом и новым князем-епископом Генрихом Невшательским возобновились, и с 1268 года Рудольф и Генрих находились в открытой вражде. Державшие сторону епископа пситтихеры изгнали из города стернеров в 1271 году..
Рудольф Габсбург захватил и разрушил замок Тифенштайн в 1272 году, противоборствующие стороны разрушили несколько деревень и монастырей. Захваченный Рудольфом замок Вер, был возвращён епископом в том же году. В следующем году, когда войско Габсбурга было около Базеля, мэр и член партии Пситтихеров Маршалк напал на него с несколькими соратниками и был убит.
В июле 1273 года Рудольф со своими войсками, в которые входили Стернеры, подошел к городу Базель и начал его окружать. Это состояние продолжалось около двух месяцев, пока в сентябре Рудольф не узнал от своего соратника и бургграфа Нюрнберга Фридриха III об избрании императором. Противоборствующие стороны заключили перемирие, по которому стернеры были допущены в город

## Примирение
После избрания Рудольф наградил своих сторонников из Стернеров. Родственник Эптингеров Готфрид фон Праттельн был назначен штатгальтером Базельского рейхсфогтства, а Матиас фон Эптинген стал мэром Базеля. Рудольфу также удалось примириться с пситтихерами, организовав браки дальних родственниц Шалеров Мунков. и, похоже, договорившись с Реттёльнами. В начале XIV века сын Рудольфа Альбрехт стал бургграфом Райнфельдена и рейхсфогтом Базеля.
Результатом этой политики стало то, что не смотря на сохранение разделения между двумя партиями, их лидеры теперь были сторонниками Габсбургов. В результате конфликты утратили политический характер; однако на личном уровне они продолжались, так что Рудольф провозгласил городской мир в Базеле в 1286 году и наказал нарушителей. В том же году князем-епископом стал Петр Рейх Райхенштайн из семьи Стернеров, который постановил, что представители обеих партий должны чередоваться на должностях мэра и обер-гильдмейстера, а городской совет — состоять поровну из их людей.
Также между двумя сторонами было заключено несколько браков, к началу XIV века антагонизм окончательно исчез. Однако чередование двух партий все ещё практиковалось.
Однако в политическом плане старое противостояние больше не имело значения. В будущих конфликтах, вроде спора за епископскую кафедру в 1309—1311 годах обе партии уже выступали на стороне Габсбургов.

## Культурное наследие
Менестрель Конрад фон Вюрцбург несколько раз являл связь с партией Попугаев. Конраду принадлежал дом в Базеле, который находился в пределах епископского округа и по соседству с кафедральными соборами и домами епископских чиновников, хотя до сих пор неясно, работал ли Конрад при епископском дворе.
В 1266 году по случаю организованного Шалерами и Мунками торжественного собрания, он, вероятно, представил свой рифмованный рассказ "Награда мира"а. Члены семей попугаев также были заказчиками двух других произведений Конрада: для Петера Шалера он написал рыцарский роман «Партенопиер и Мелиур», а для каноника Лютхольда фон Реттельна — «Канун Нового года». В настоящее время последнее произведение интерпретируется со столкновениями в Базеле и его окрестностях: возможно, история жизни папы римского Сильвестра должна была показать идеальное сотрудничество между светской и духовной властью и противопоставить его конфликтам между епископом и Габсбургами.
В стихотворении «Золотая кузница» Конрад также упоминает зелёного попугая на белом фоне как символ Марии. Тот же символизм используется и в незаконченном рыцарском романе «Троянская война», где в стихах 33505-33507 Персей бросается в бой как «свирепый поморник». Здесь также частично рассматривается отсылка к базельским попугаям, а изображение осады Трои, возможно, вдохновлено осадой Базеля Рудольфом
Изображение попугаев и звезд можно найти в Манесском кодексе — на иллюстрации турнира, в которой Госли фон Эхенхайм сражается с двумя другими рыцарями. Украшением шлема Госли был зелёный попугай в белом «гнезде», тогда как на плащах его противников на красном фоне изображены белесые звезды. Так как сеньоры Эхенхайма жили в Нижнем Эльзасе возле Оберенхайма и их герб несколько отличается от изображенного, можно предположить, что не боец, а автор миниатюры имел отношение к Базелю.

## В культуре
В 1831 году Карл Август Фарнхаген фон Энзе написал роман «Die Sterner Und Die Psitticher».
Композитор Иоганн Йозеф Аберт написал оперу в четырёх актах Анна фон Ландскрон, которую в 1858 году показали в Штутгартском надворном театре.
Исторический роман Титуса Мюллера «Посвященные смерти», вышедший в 2005 году.